# Första tygkompaniet
Första tygkompaniet (Tyg 1), var ett tygmaterielförband inom svenska armén som verkade i olika former åren 1942–1949. Förbandsledningen var förlagd i Stockholms garnison i Stockholm.

## Historia
Första tygkompaniet bildades den 1 oktober 1942 genom försvarsbeslutet 1942. Bakgrunden till bildandet av kompaniet var den stora modernisering och motorisering som pågick inom armén. Kompaniet var ett fristående självständigt förband, och stod under Inspektören för underhållstruppernas befäl.
Genom försvarsbeslutet 1948 upplöstes både intendenturtrupperna och tygtrupperna som truppslag, och verksamheten uppgick i trängtrupperna. Första tygkompaniet upplöstes den 1 januari 1949, och kompaniet uppgick i Svea trängregemente (T 1).

## Verksamhet
Tjänsten omfattade dels ammunitionstjänst med uppgiften att lagra och tillhandahålla ammunition, dels tygmaterieltjänst som svarade för reparationstjänst och ersättning av tygmateriel. Första tygkompaniet utbildade såväl befäl som värnpliktiga vapen-, pjäs-, och bilmekaniker, samt satte upp ammunitions- och reparationsförband.

## Förläggningar och övningsplatser

### Förläggning
I samband med att Första tygkompaniet bildades, förlades kompaniet till Gustaf Piehls Nya Bryggeris gamla lokaler på Götgatan 106. Från den 17 oktober 1947 förlades en del av kompaniet till Svea trängregemente (T 1) på Kaserngatan 4 i Linköping. Kvar i på Götgatan 106 i Stockholm blev kompaniets Tygavdelning. Från 1948 förlades Tygavdelningen till det kasernområde som Svea livgardes lämnade 1946 på Linnégatan 87 i Stockholm.

## Heraldik och traditioner
Första tygkompaniet blev aldrig tilldelade någon egen fana eller standar. Utan bar en svensk tretungad fana med kravatt. Kompaniets fana och traditioner övertogs av Svea trängregemente (T 1).

## Förbandschefer
Kompanichefer vid Första tygkompaniet åren 1942–1949.

- 1942–1947: Åke Hugo Jedeur-Palmgren
- 1947–1949: Göran Olow I:son Grönquist

## Namn, beteckning och förläggningsort
| Första tygkompaniet | 1942-10-01 | – | 1949-01-01 |

| Tyg 1 | 1942-10-01 | – | 1949-01-01 |

| Stockholms garnison (Ö) | 1942-10-01 | – | 1949-01-01 |
| Linköpings garnison (Ö) | 1947-10-17 | – | 1949-01-01 |